# دون ووكر (ملحن)
دون ووكر (بالإنجليزية: Don Walker)‏ هو ملحن أمريكي، ولد في 28 أكتوبر 1907 في لامبرتفيل في الولايات المتحدة، وتوفي في 12 سبتمبر 1989.

## وصلات خارجية
- دون ووكر على موقع IMDb (الإنجليزية)
- دون ووكر على موقع ميوزك برينز (الإنجليزية)
- دون ووكر على موقع قاعدة بيانات برودواي على الإنترنت (الإنجليزية)
- دون ووكر على موقع قاعدة بيانات برودواي على الإنترنت (الإنجليزية)
- دون ووكر على موقع ديسكوغز (الإنجليزية)